# 김인오 (1868년)
김인오(金仁梧, 일본식 이름: 金谷仁梧, 1868년 ~ ?)는 일제강점기의 평안남도 지역 유지이다. 본관은 청풍(淸風).

## 생애
평안남도 안주군 출신이며 일제 강점기에 평양갑부로 유명했던 인물이다. 이승훈도 사업을 시작할 때 김인오에게서 자본금을 빌렸다는 일화가 있다.
1878년에 무과에 급제하여 무관 벼슬에 임명되었다가 1885년에 퇴직하였다. 이후 상업에 종사하면서 큰 부호가 되었고, 안주전기 이사를 지내는 등 여러 기업체를 운영했다.
도회의원, 소작위원 등 지역 유지들이 맡는 직책에서도 활발히 활동했다. 김인오는 특히 교육 기관에 관심을 보여 안주고등보통학교 설립에 25만원을 희사 하는 등 여러 교육 시설에 원조하고 많은 표창을 받았다.
일제 강점기 말기의 전쟁 시국 하에서 거액의 국방헌금을 강요받아 헌납한 일이 있다. 1941년에 발족한 조선임전보국단에도 평안남도 대표로 참가했다.
2008년 발표된 민족문제연구소의 친일인명사전 수록예정자 명단 중 지역유력자 부문에 선정되었다.

## 같이 보기
- 조선임전보국단

## 참고자료
- 김인오(金仁梧) - 국사편찬위원회